# Battaglia di Cassel (1677)
La battaglia di Cassel, nota anche come battaglia del Peene, ebbe luogo l'11 aprile 1677 durante la Guerra franco-olandese, nei pressi di Cassel, 15 km a ovest di Saint-Omer. Un esercito francese comandato dal Duca di Lussemburgo sconfisse una forza combinata olandese-spagnola sotto Guglielmo d'Orange.
All'inizio del 1677 si aprirono i negoziati di pace a Nimega; la Francia deteneva già la maggior parte delle posizioni nei Paesi Bassi spagnoli che Luigi XIV di Francia riteneva necessarie per un confine difendibile. Questo sarebbe stato completato con la presa di St-Omer e Cambrai, che il Re voleva catturare il prima possibile, consentendogli di negoziare da una posizione di forza. Sebbene Guglielmo non potesse salvare St-Omer, era determinato a combattere per Cambrai, il che portò alla battaglia davanti a Cassel.
Dopo che gli attacchi iniziali della cavalleria di entrambi gli schieramenti furono respinti, iniziò una feroce lotta tra i due gruppi di fanteria. La fanteria francese sulla destra respinse la sinistra olandese, che fu poi dispersa da un assalto della cavalleria francese. Nel frattempo, un attacco alleato lanciato dalla destra fu respinto dalla sinistra francese. Al centro, gli olandesi sfondarono quasi le linee francesi, prima di essere respinti da una carica di cavalleria guidata da Filippo d'Orléans. I fianchi si sgretolano e nel tardo pomeriggio Guglielmo ordinò la ritirata.
Sebbene i francesi avessero perso l'occasione di causare una rotta del nemico ritardando l'inseguimento per saccheggiare le salmerie abbandonate dagli alleati, Cassel fu una delle vittorie più complete della guerra. Saint-Omer e Cambrai si arresero poco dopo, seguite da numerose altre città.

## Antefatti
Nella guerra di devoluzione del 1667–1668, il Regno di Francia conquistò la maggior parte dei Paesi Bassi spagnoli e la provincia spagnola della Franca Contea. Re Luigi XIV rinunciò alla maggior parte di queste conquiste nel Trattato di Aix-la-Chapelle, sotto la pressione della Triplice Alleanza composta dalla Repubblica olandese, dall'Inghilterra e dalla Svezia. Per dividere l'Alleanza, Luigi pagò la Svezia per rimanere neutrale, mentre firmò un'alleanza con l'Inghilterra contro gli olandesi col trattato segreto di Dover del 1670.

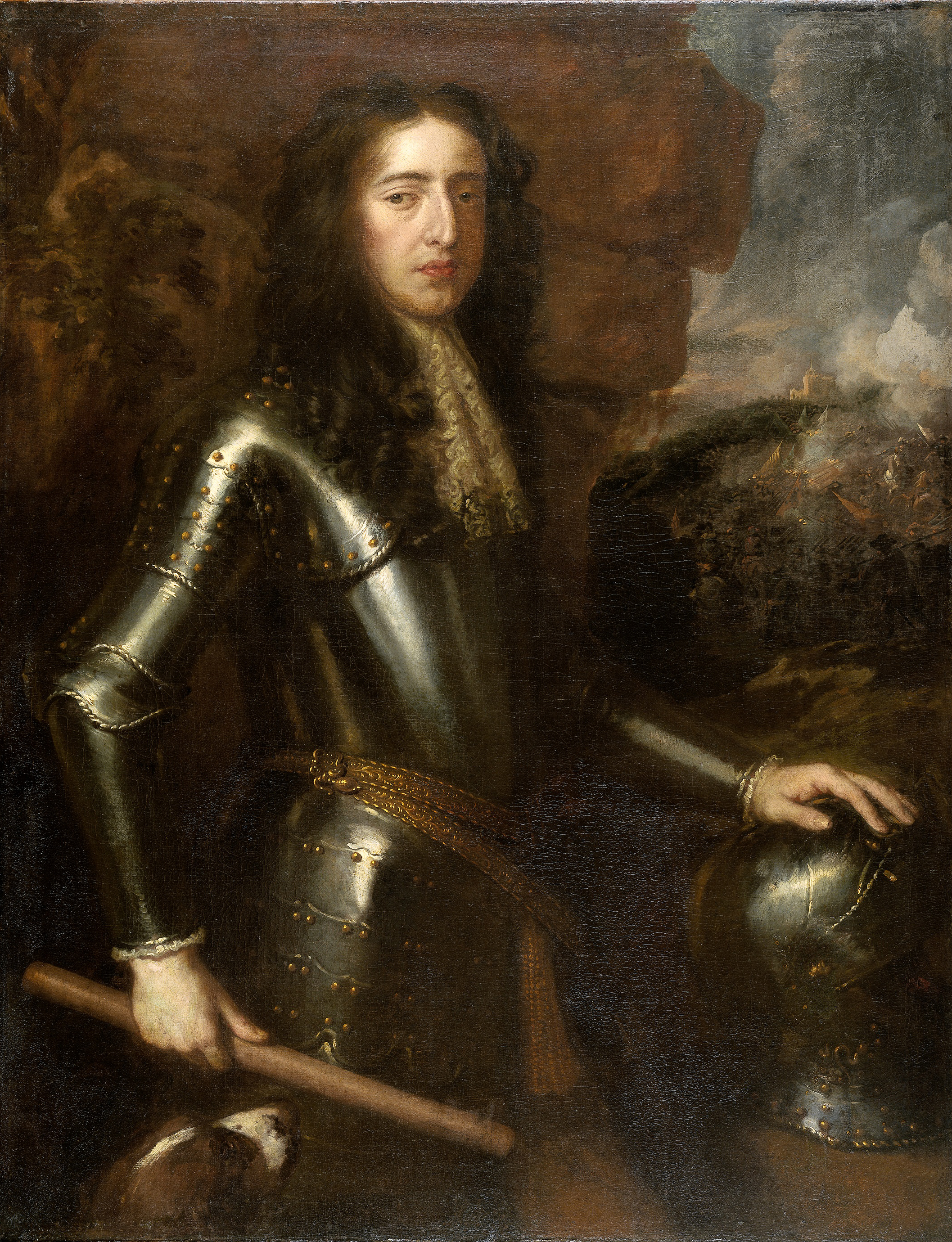
Il comandante alleato Guglielmo d'Orange, 1677 circa

La guerra franco-olandese iniziò nel maggio del 1672, quando la Francia invase la Repubblica olandese; inizialmente sembrò aver ottenuto una vittoria schiacciante, ma la posizione olandese si stabilizzò. La preoccupazione per le conquiste francesi portò il sostegno di Federico Guglielmo I di Brandeburgo, dell'imperatore Leopoldo e del re Carlo II di Spagna. La Francia mantenne la roccaforte olandese di Maastricht, ma si ritirò dai Paesi Bassi nel 1673, aprendo altri fronti nella Renania e nei Pirenei spagnoli.
La posizione francese si indebolì all'inizio del 1674, quando la Danimarca-Norvegia si unì all'Alleanza in gennaio, seguita dal trattato di Westminster di febbraio che stabiliva la pace tra l'Inghilterra e la Repubblica olandese. Ciononostante, entro la fine del 1674, la Francia aveva riconquistato la Franca Contea e aveva guadagnato in modo significativo l'Alsazia; l'attenzione si concentrava ora sul consolidamento. Un'efficace risposta alleata nelle Fiandre fu ostacolata dalle lotte di potere a Madrid, il cui controllo sui Paesi Bassi spagnoli era ormai ampiamente nominale.
Le trattative di pace erano iniziate a Nimega nel 1676, ma la politica di Luigi era quella di prendere l'offensiva prima di concordare i termini e negoziare partendo da una posizione di forza; i francesi catturarono rapidamente Condé-sur-l'Escaut, Bouchain, Maubeuge e Bavay. La cattura di Condé e Bouchain permise loro di bloccare Valenciennes e Cambrai; la loro cavalleria combatté scaramucce con le guarnigioni spagnole e devastò i villaggi intorno alle città. Il maresciallo Schomberg, comandante dell'armata da campo francese nelle Fiandre, propose di prendere Cambrai in agosto, ma ricevette l'ordine di liberare Maastricht, allora assediata dagli olandesi.
Il piano per il 1677 prevedeva la presa di Valenciennes, Cambrai e Saint-Omer; in questo modo si sarebbe completata la frontière de fer, che secondo Luigi avrebbe lasciato agli olandesi pochi motivi per continuare. Per confondere i suoi avversari, il 7 febbraio il re francese si recò a Metz, dove ispezionò l'Armata della Mosella, ora comandata da Schomberg. Durante l'inverno, il Marchese de Louvois assemblò dei depositi di rifornimento lungo il confine con i Paesi Bassi spagnoli, consentendo l'apertura della campagna a febbraio, un mese prima del solito. Alla fine di febbraio, un distaccamento di 12 000 uomini colpì Saint-Omer, mentre l'esercito principale di 35 000 uomini, comandato dal Duca di Lussemburgo, circondò e assediò Valenciennes, dove giunse anche Luigi. Dopo la resa di Valenciennes il 17 marzo, il Lussemburgo si spostò su Cambrai.
Guglielmo d'Orange radunò 30 000 uomini, tra cui 4 000 spagnoli, a Roosendaal; non riuscì a salvare Cambrai ma era determinato a combattere per Saint-Omer. Ritardata dalla mancanza di denaro e di rifornimenti, la forza olandese-spagnola raggiunse Mont-Cassel il 9 aprile, vicino alla città di Cassel, in mano ai francesi, a circa 15 km (9 miglia) a ovest di Saint-Omer. Lasciando forze minime per mantenere gli assedi di Saint-Omer e Cambrai, gli eserciti francesi combinati si incontrarono a Buysscheure il 10 aprile.

## Battaglia

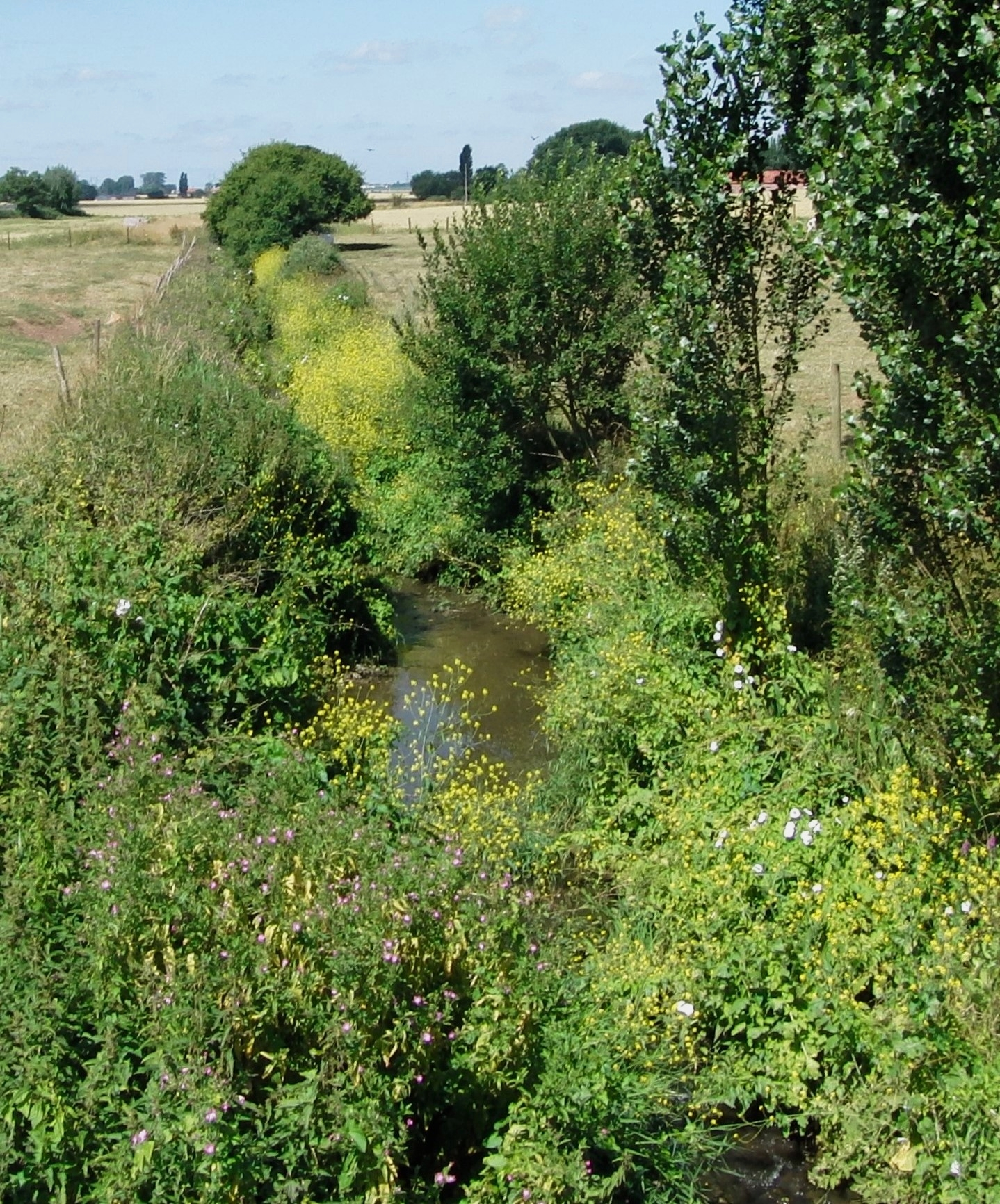
Il Peene Becque; questo ostacolo, apparentemente minore, giocò un ruolo significativo nell'andamento della battaglia

I due eserciti erano separati dal Peene Becque, un piccolo fiume che attraversava il villaggio di Zuytpeene; pur non essendo un grande ostacolo, gli olandesi non riuscirono a individuarlo e dovettero rinunciare a un attacco a sorpresa il 10 aprile 1677. I francesi ebbero così il tempo di organizzare le loro linee e ricevettero in rinforzo altri 38 battaglioni di fanteria e 80 squadroni di cavalleria da Saint-Omer. Di conseguenza, il Duca di Lussemburgo superava Guglielmo di oltre 5 000 unità.
All'inizio dell'11 aprile, l'esercito olandese-spagnolo attraversò la Peene Becque, ma si fermò quando scoprì un secondo braccio del fiume tra loro e i francesi. Lussemburgo e Humières comandavano una forza mista di fanteria e cavalleria, rispettivamente a sinistra e a destra, mentre il grosso della fanteria e dell'artiglieria sotto Orléans era al centro.
Senza aspettare la sua fanteria, Humières attaccò non appena la sua cavalleria ebbe attraversato e fu respinto dalla fanteria olandese trincerata. Una carica guidata dal principe di Nassau respinse i francesi oltre il fiume; la cavalleria olandese si scontrò con il fuoco dell'artiglieria pesante, si ritirò sul lato opposto del Mont-Cassel e non prese più parte alla battaglia.
Dopo aver riorganizzato le sue truppe, il Duca di Lussemburgo sferrò un secondo attacco verso mezzogiorno. La sua fanteria impegnò gli olandesi in una lotta sanguinosa incentrata su alcuni edifici agricoli; questi furono infine conquistati, mentre una successiva carica di cavalleria disperse la fanteria olandese in ritirata.
Un attacco simultaneo di Humières sulla destra ebbe successo, ma il centro francese fu travolto dalla fanteria del principe Giorgio Federico di Waldeck e la linea fu ristabilita solo dopo una carica guidata dallo stesso Orléans. Con i fianchi che cedevano, verso le 16 Guglielmo ordinò una ritirata generale verso Ypres, coperto dalla cavalleria di Nassau. Cassel fu una clamorosa vittoria francese; al prezzo di 3 200-4 400 morti e feriti, inflissero circa 7 000-8 000 perdite. Fecero anche 2 500-3 000 prigionieri e catturarono il treno dei bagagli olandese, ma il ritardo causato dai saccheggi non permise loro di sfruttare appieno la vittoria.

## Conseguenze

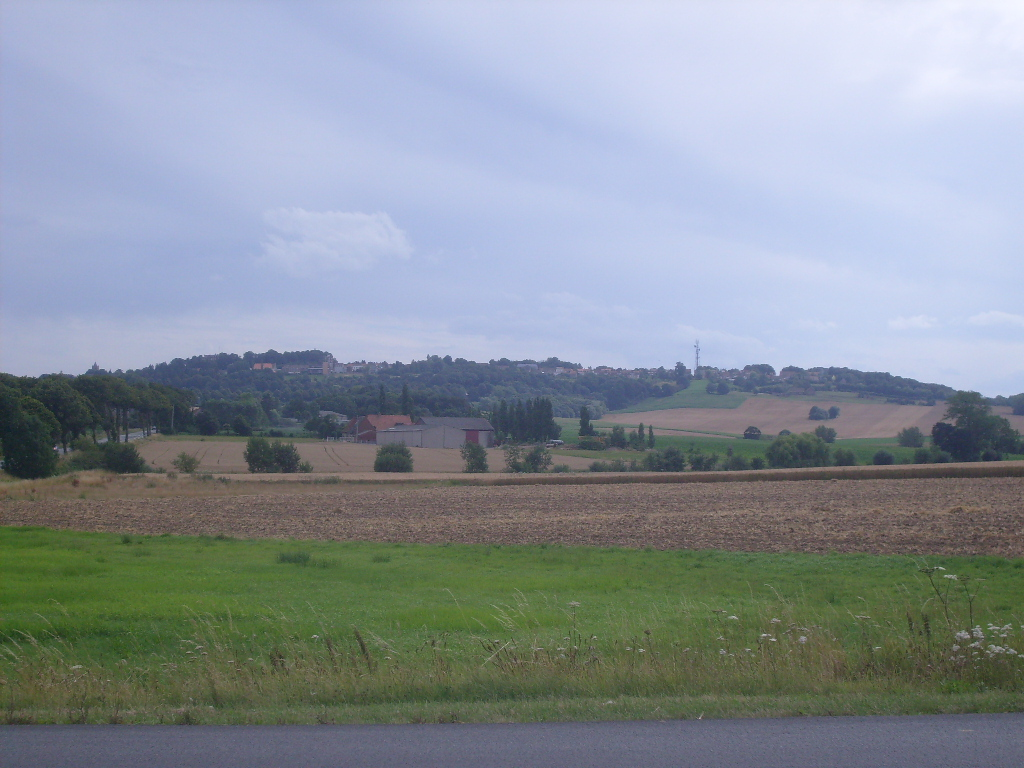
Mont-Cassel, il punto di raccolta dell'esercito olandese-spagnolo

Cambrai capitolò il 17 aprile 1677, seguita da Saint-Omer il 20 aprile, ma l'obiettivo di costringere gli olandesi ad accettare i termini di pace rimase irraggiungibile. Le risorse francesi furono distolte da un'offensiva imperiale in Renania, mentre ad agosto Guglielmo e il governatore spagnolo Carlos de Gurrea Aragón y Borja avevano a disposizione oltre 60 000 uomini. Lussemburgo evitò la battaglia, costringendo Guglielmo ad assediare Charleroi; l'impresa non ebbe successo e i francesi si rifecero prendendo Saint-Ghislain a dicembre, ma dimostrò la capacità degli olandesi di continuare a combattere.
L'opinione pubblica inglese era fortemente antifrancese e Cassel fece pressione sul Parlamento affinché intervenisse a favore degli olandesi, costringendo Luigi a sminuire questo successo. Gli olandesi erano riluttanti a continuare la guerra, ma il ripristino dei Paesi Bassi spagnoli come zona cuscinetto divenne ancora più importante dopo i disastri del 1672, mentre la loro posizione fu migliorata dal matrimonio di Guglielmo nel novembre 1677 con la nipote di Carlo II, Maria.
Cassel fu la prima e ultima volta che Orléans combatté in prima linea, presumibilmente a causa del risentimento di Luigi per l'attenzione e la popolarità che ne ottenne. Il trattato di Nimega del 1678 mutò i confini settentrionali della Francia, con la cessione da parte della Spagna di Saint-Omer, Cassel, Aire, Ypres, Cambrai, Valenciennes e Maubeuge; con l'eccezione di Ypres, restituita nel 1697, ciò fissò la frontiera vicino a dove si trova oggi.